# The Second Civil War
Pour plus de détails, voir Fiche technique et Distribution.
The Second Civil War (litt. « La Seconde Guerre de Sécession ») est un téléfilm américain réalisé par Joe Dante, diffusé en 1997. Il est sorti en salles dans certains pays européens.

## Synopsis
Alors qu'une guerre nucléaire a éclaté entre l'Inde et le Pakistan, Islamabad ayant été rayée de la carte, des milliers d'orphelins pakistanais, placés sous la protection d'une organisation non gouvernementale controversée, doivent être recueillis par les États-Unis. Le pays est gouverné par un président totalement manipulé par Jack Buchan, son conseiller-lobbyiste. La politique est également à la merci de News Net (parodie de CNN), une chaîne d'information en continu influente et racoleuse cherchant à tout prix l'audimat.
L'accueil des réfugiés n'est pas sans soucis car en raison des différents troubles tel les guerres, la famine ou l'usage excessif d'insecticide, la migration américaine et le communautarisme qui l'accompagne atteignit un niveau sans précédent : le maire de Los Angeles parle espagnol, Rhodes Island est à majorité chinoise, le congrès des États-Unis est le reflet du changement avec des représentants coréens, un ancien chef de gang représentant le « parti national islamiste » et un indien est le politique élu de l'Alabama. Le reporter Kalla considère cela comme les « ruines du Melting pot ». Et News Net dépend des annonceurs étrangers. Le gouverneur de l'Idaho, Jim Farley, appuyé sur les milices d'extrême droite, refuse d'accueillir le quota d'orphelins qui doit être installé dans son État et donne l'ordre de mettre en place des barrages sur les routes aux limites de l'Idaho, honorant sa principale promesse de campagne : l'opposition à l'immigration. News Net monte ce conflit en puissance mais le gouverneur tombe amoureux de leur journaliste hispano-américaine, Christina Fernandez. Le gouverneur devient obnubilé par la journaliste, prenant vite à la légère la crise, et montre à plusieurs reprises que son comportement est en contradiction avec ses idées politiques.
Le conseiller Buchan, remarquant qu'à un an des élections présidentielles, son client souffre d'un « Syndrome d'immunodéficience de l'image » et risque de finir sa carrière à « bâtir des maisons pour les pauvres comme Jimmy Carter », il veut guider le président à partir des exemples de ses prédécesseurs plus diplomates : Franklin Roosevelt et surtout Eisenhower, rappelant son acte en 1958 qui fit intervenir l'armée fédérale pour appliquer les lois constitutionnelles. Avec des citations de « Ike » à l'appui qui en fait sont inventées par des conseillers de communication. Le Président des États-Unis pose un ultimatum de 72 heures au gouverneur Farley pour se conformer aux décisions fédérales, mais le réduit à 67 heures et demi : le choix de la durée est motivée par l'horaire de diffusion d'un épisode particulièrement important du feuilleton All My Children, Buchan ayant prévenu qu'une allocution qui empiète sur le feuilleton lui aliène le vote des femmes.
Le spectre d'une nouvelle guerre de Sécession ou guerre civile est proche, à travers la mobilisation militaire au Pentagone et Fort Bragg, la garde nationale fédérale se mobilise contre la garde nationale de l'Idaho. Les commandants militaires des gardes nationales veulent d'ailleurs régler leurs contentieux, chacun accusant l'autre de lui avoir volé la vedette lors de la guerre du Golfe. News Net monte en puissance et veut créer l'information, en dramatisant la situation. Le pays tombe alors en pleine déliquescence. D'autres États alliés à Farley envoient leurs armées pour soutenir le gouverneur. Fort Alamo est incendié par des latinos, la statue de la Liberté est abattue par un groupe pro-Farley. Le président est dépassé et se rend compte que tout son électorat et ses relations commerciales ne sont basées que sur des alliances ethniques et nationalistes. À l'approche de l'ultimatum, des mutineries éclatent au sein de la réserve fédérale, les rebelles sont fusillés en direct à la télévision. À la suite d'une information erronée, Farley ayant annoncé une conférence « pour la succession » de son poste, mais Buchan ayant compris « pour la sécession », le président américain, guidé cette fois par l'exemple d'Abraham Lincoln, déclenche les opérations militaires.
Finalement, après la fin des opérations militaires, le gouverneur décide d'épouser sa maîtresse et démissionne, de même que le président. Le dernier bulletin d'information de News Net mentionne également le succès d'audience inattendu du feuilleton All my Children.

## Fiche technique
Sauf indication contraire, les informations mentionnées dans cette section peuvent être confirmées par la base de données cinématographiques IMDb,  présente dans la section « Liens externes ».
- Titre original et français : The Second Civil War
- Titre québécois : La deuxième guerre civile
- Réalisation : Joe Dante
- Scénario : Martyn Burke
- Photographie : Mac Ahlberg
- Montage : Marshall Harvey
- Costumes : Dan Moore
- Musique : Hummie Mann
- Production : Guy Riedel

Producteurs délégués : Chip Diggins et Barry Levinson
Producteur associé : Udi Nedivi
- Sociétés de production : Baltimore Pictures et HBO Films
- Distribution : Haut et Court (France), HBO (États-Unis)
- Pays d'origine :  États-Unis
- Langue originale : anglais
- Genre : comédie dramatique, satire
- Durée : 97 minutes
- Dates de sortie[2] :
  -  États-Unis : 15 mars 1997 (1re diffusion à la télévision)
  -  France : 10 juin 1998 (sortie au cinéma)

## Distribution
- Beau Bridges (VF : Daniel Beretta) : le gouverneur de l’Idaho Jim Farley
- Joanna Cassidy (VF : Danielle Volle) : Helena Newman
- Phil Hartman (VF : Guy Chapellier)  : le Président des États-Unis
- James Earl Jones (VF : Med Hondo) : Jim Kalla
- James Coburn (VF : Marc de Georgi) : Jack Buchan
- Dan Hedaya (VF : Jacques Richard) : Mel Burgess
- Elizabeth Peña (VF : Séverine Morisot) : Christina Fernandez
- Denis Leary (VF : François Leccia) : Vinnie Franko
- Ron Perlman (VF : Pascal Renwick) : Alan Manieski
- Kevin Dunn (VF : Gérard Rinaldi) : Jimmy Cannon
- Shelley Malil : représentant de l'Alabam Singh
- Brian Keith (VF : Jean Michaud) : major général Charles Buford
- Kevin McCarthy : chef d'équipe
- Dick Miller (VF : Marc Moro) : Eddie O'Neill
- William Schallert : le secrétaire à la Défense
- Catherine Lloyd Burns : Amelia Burns
- Jerry Hardin : colonel McNally
- Larry Flash Jenkins : Kenya Nkomo
- Robert Picardo (VF : Jean-François Aupied): Godfrey
- Rance Howard : Arnold Tooney Jr.
- Ben Master : Matthew Langford
- Roger Corman : Sandy Collins

## Production
Barry Levinson devait initialement le mettre en scène. Il officie finalement qu'en tant que producteur délégué.
Joe Dante dirige ici ses acteurs fétiches Dick Miller et Robert Picardo, qui apparaissent dans presque tous ses films. Kevin McCarthy, William Schallert, Rance Howard et le réalisateur Roger Corman sont également des habitués.
Le tournage a lieu à Los Angeles (City Hall, etc.) et à Sacramento (Capitole de l'État de Californie).

## Distinctions
Source : Internet Movie Database

### Récompenses
- Primetime Emmy Awards 1997 : meilleur acteur dans un second rôle dans une mini-série ou un téléfilm pour Beau Bridges
- Festival international des programmes audiovisuels de Biarritz 1998 : FIPA d'or de la meilleure fiction

### Nominations
- CableACE Awards 1997 : meilleur réalisateur de téléfilm ou mini-série
- Syndicat national des journalistes cinématographiques italiens 1998 : Ruban d'argent du meilleur réalisateur étranger pour Joe Dante
- Motion Picture Sound Editors 1998 : meilleur montage sonore